# 7346 Boulanger
7346 Boulanger è un asteroide della fascia principale. Scoperto nel 1993, presenta un'orbita caratterizzata da un semiasse maggiore pari a 2,8756536 UA e da un'eccentricità di 0,0814342, inclinata di 3,18204° rispetto all'eclittica.